# П'ятнадцята поправка до Конституції США

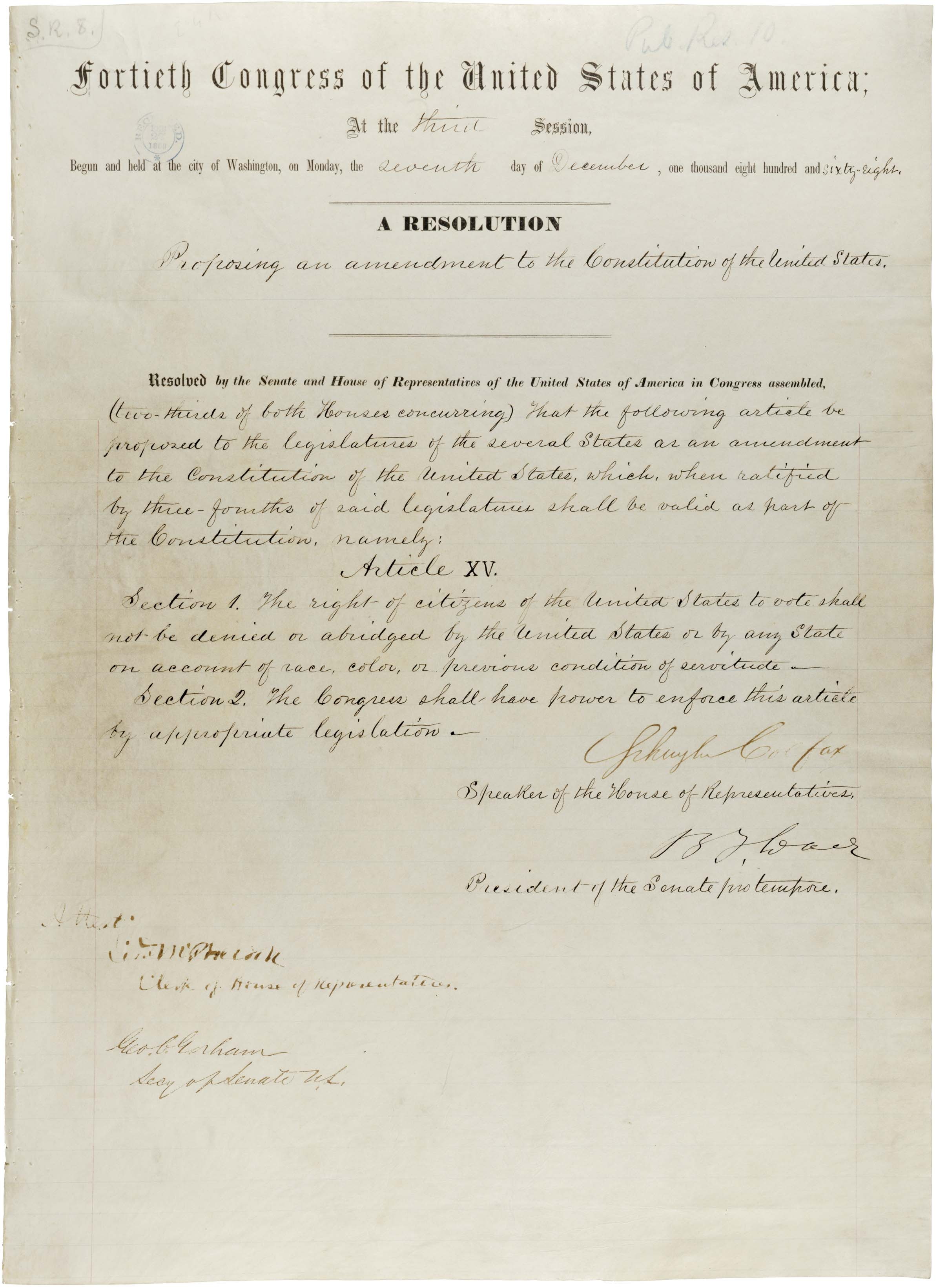
П'ятнадцята поправка до Конституції США

П'ятнадцята поправка до Конституції США (англ. Fifteenth Amendment to the United States Constitution) набула чинності 3 лютого 1870 року. Вона забороняє обмеження виборчих прав залежно від раси, кольору шкіри чи колишнім положенням раба.

## Текст поправки
| 1. Виборче право громадян Сполучених Штатів не може відбиратися чи обмежуватися Сполученими Штатами або окремими штатами на підставі раси, кольору шкіри чи попереднього перебування у рабстві. 2. Конгрес має право забезпечувати виконання цієї статті відповідним законодавством. Оригінальний текст (англ.) 1. The right of citizens of the United States to vote shall not be denied or abridged by the United States or by any State on account of race, color, or previous condition of servitude. 2. The Congress shall have power to enforce this article by appropriate legislation. |

## Ратифікація
На відміну від Білля про права, п'ятнадцята поправка була ратифікована кожним із штатів США окремо. 
1. Невада — 1 березня 1869
2. Західна Вірджинія — 3 березня 1869
3. Північна Кароліна — 5 березня 1869
4. Іллінойс — 5 березня 1869
5. Луїзіана — 5 березня 1869
6. Мічиган — 8 березня 1869
7. Вісконсин — 9 березня 1869
8. Мен — 11 березня 1869
9. Массачусетс — 12 березня 1869
10. Арканзас — 15 березня 1869
11. Південна Кароліна — 15 березня 1869
12. Пенсільванія — 25 березня 1869
13. Нью-Йорк — 14 квітня 1869 (5 січня 1870 відхилив, 30 березня 1970 ратифікував знову)
14. Індіана — 14 травня 1869
15. Коннектикут — 19 травня 1869
16. Флорида — 14 червня 1869
17. Нью-Гемпшир — 1 липня 1869
18. Вірджинія — 8 жовтня 1869
19. Вермонт — 20 жовтня 1869
20. Алабама — 18 листопада 1869
21. Міссурі — 10 січня 1870
22. Міннесота — 13 січня 1870
23. Міссісіпі — 17 січня 1870
24. Род-Айленд — 18 січня 1870
25. Канзас — 19 січня 1870
26. Огайо — 27 січня 1870
27. Джорджія — 2 лютого 1870
28. Айова — 3 лютого 1870